# NMOS

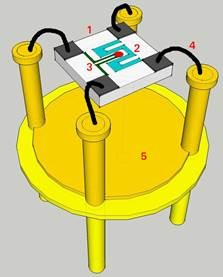
Sensor MOS

El NMOS (Negative-channel Metal-Oxide Semiconductor) es un tipo de semiconductor que se carga negativamente de modo que los transistores se enciendan o apaguen con el movimiento de los electrones. En contraste, los PMOS (Positive-channel MOS) funcionan moviendo las valencias de electrones. El NMOS es más veloz que el PMOS, pero también es más costosa su fabricación.
Actualmente es el tipo de tecnología que más se usa en la fabricación de circuitos integrados.
- Datos: Q83908
- Multimedia: MOS / Q83908